# Pont de Menat
Le pont de Menat est un pont médiéval protégé des monuments historiques situé à la limite des communes de Menat et Saint-Rémy-de-Blot, dans le département français du Puy-de-Dôme.

## Histoire
Le pont est érigé au XIIe siècle sur la route reliant Ébreuil et Châteauneuf-les-Bains, vraisemblablement sur l'ancien itinéraire romain reliant Augustonemetum  (Clermont-Ferrand) à Aquae Nerii (Néris-les-Bains). Unique point de passage sur la Sioule pendant des années, le pont était d'une importance stratégique et a été l'objet de querelles entre les seigneurs locaux et le clergé.
Une travée du pont fut emportée par une crue au XVIIe siècle et ne fut reconstruite qu'au début du XXe siècle.
Le pont est classé au titre des monuments historiques (arrêté du 24 mai 1918).

## Description
Le pont médiéval, qui franchit la Sioule, est un pont voûté ou dit « à dos d'âne » et est composé de 4 travées. La portée de chaque travée est respectivement de 11,14 m, 12,58 m, 10,28 m et 7,80 m. Pont routier, la largeur de la voie est de 3 m. Du fait de la faible largeur, les piles supportaient autrefois des refuges pour piétons.

## Galerie

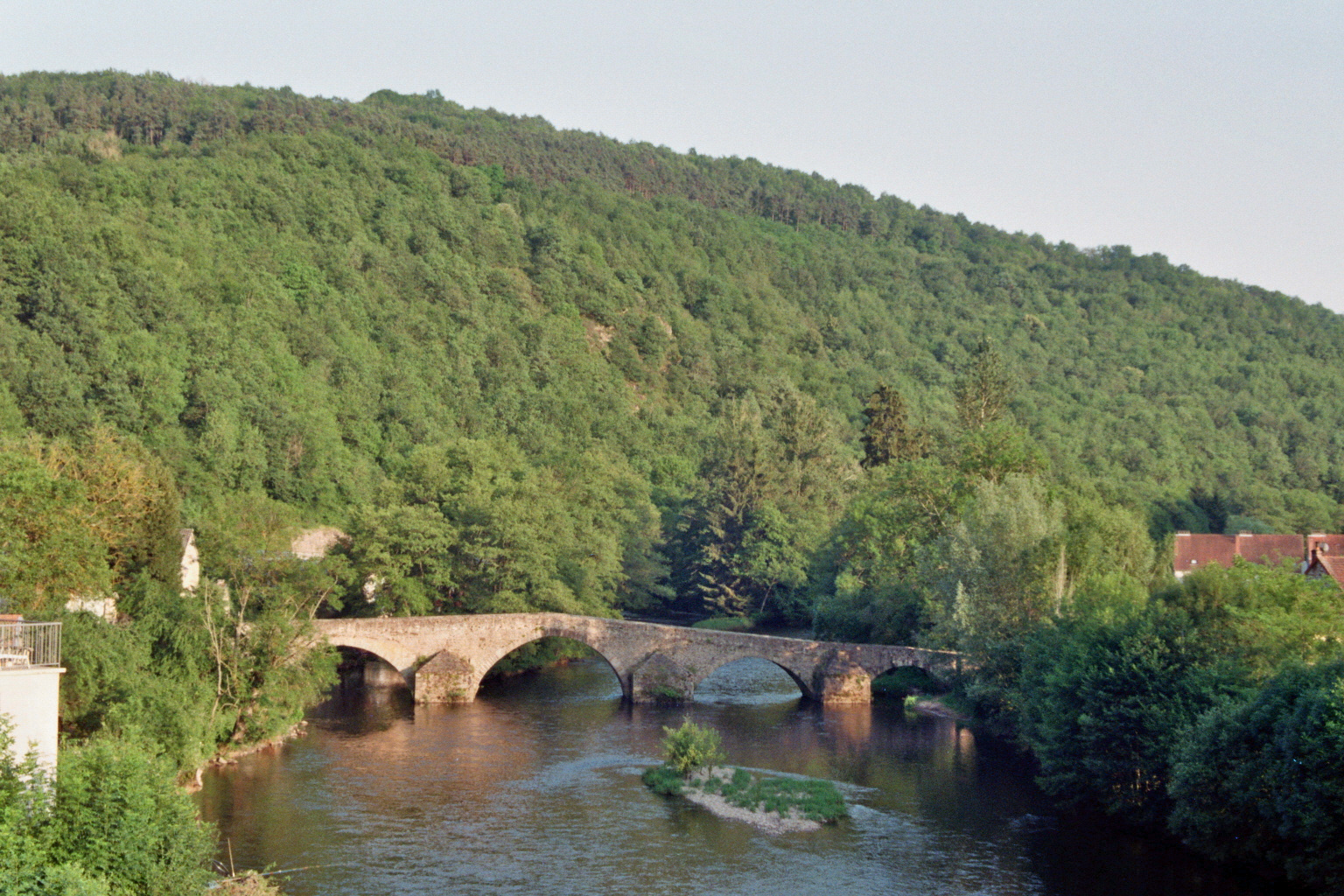
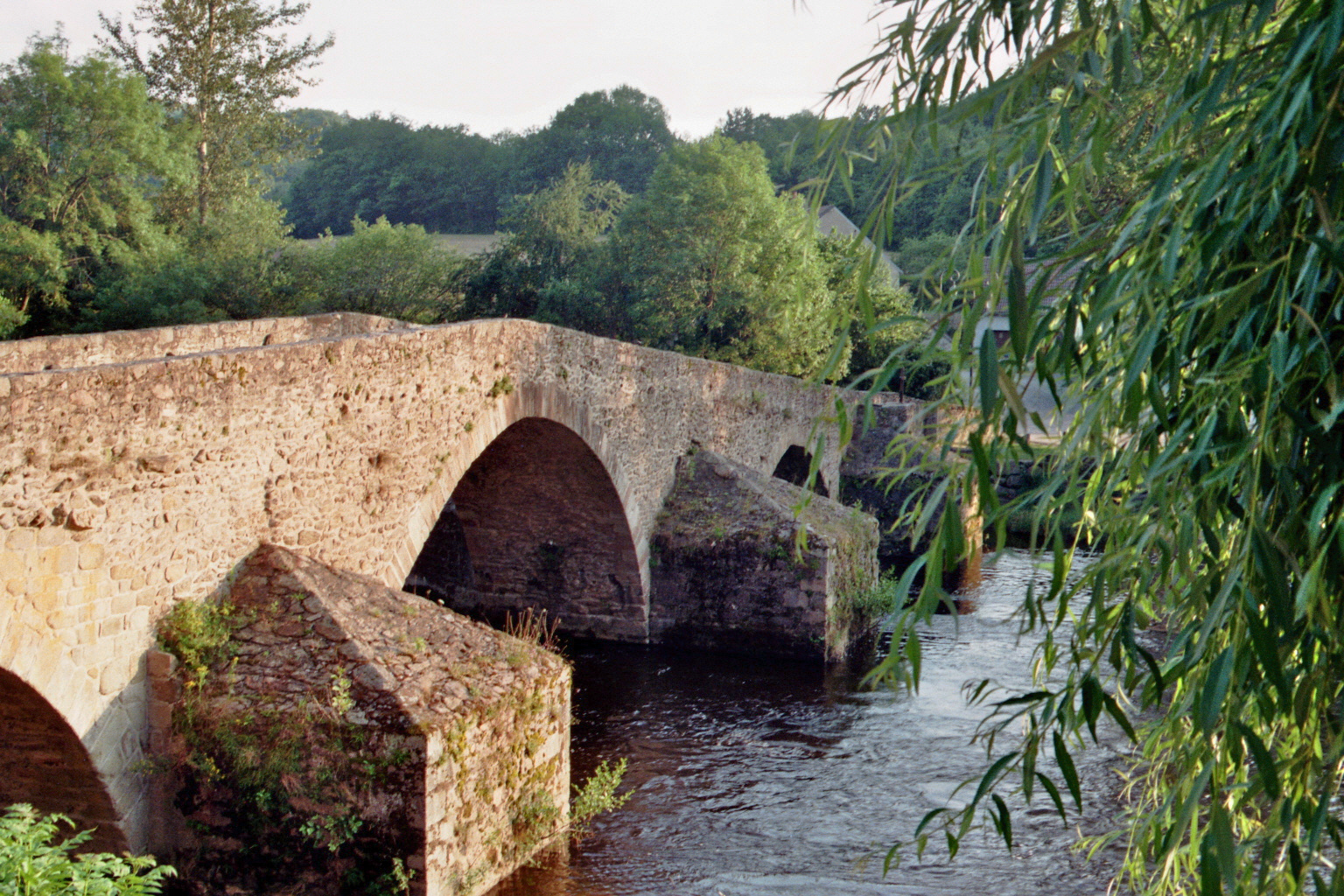

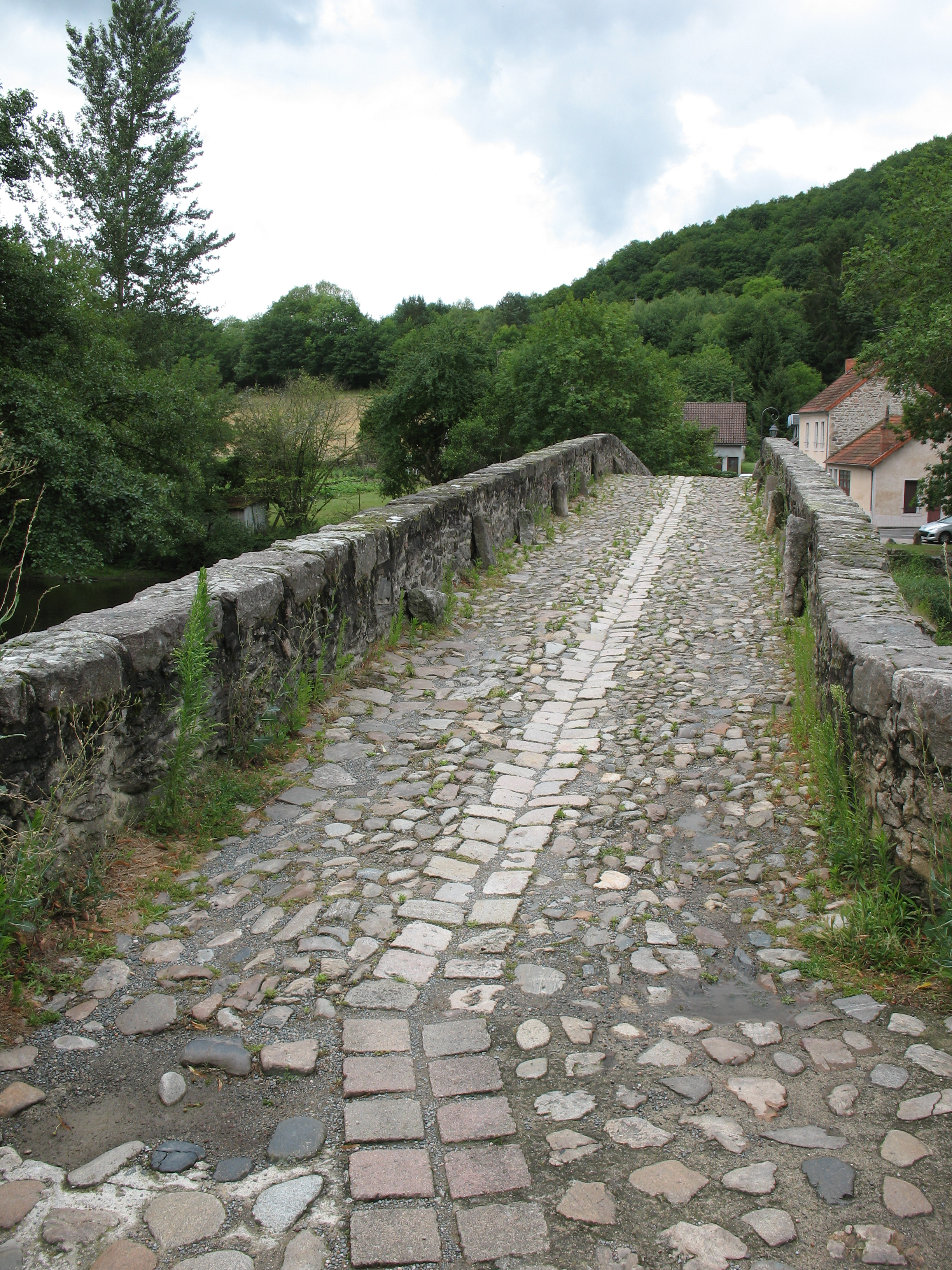
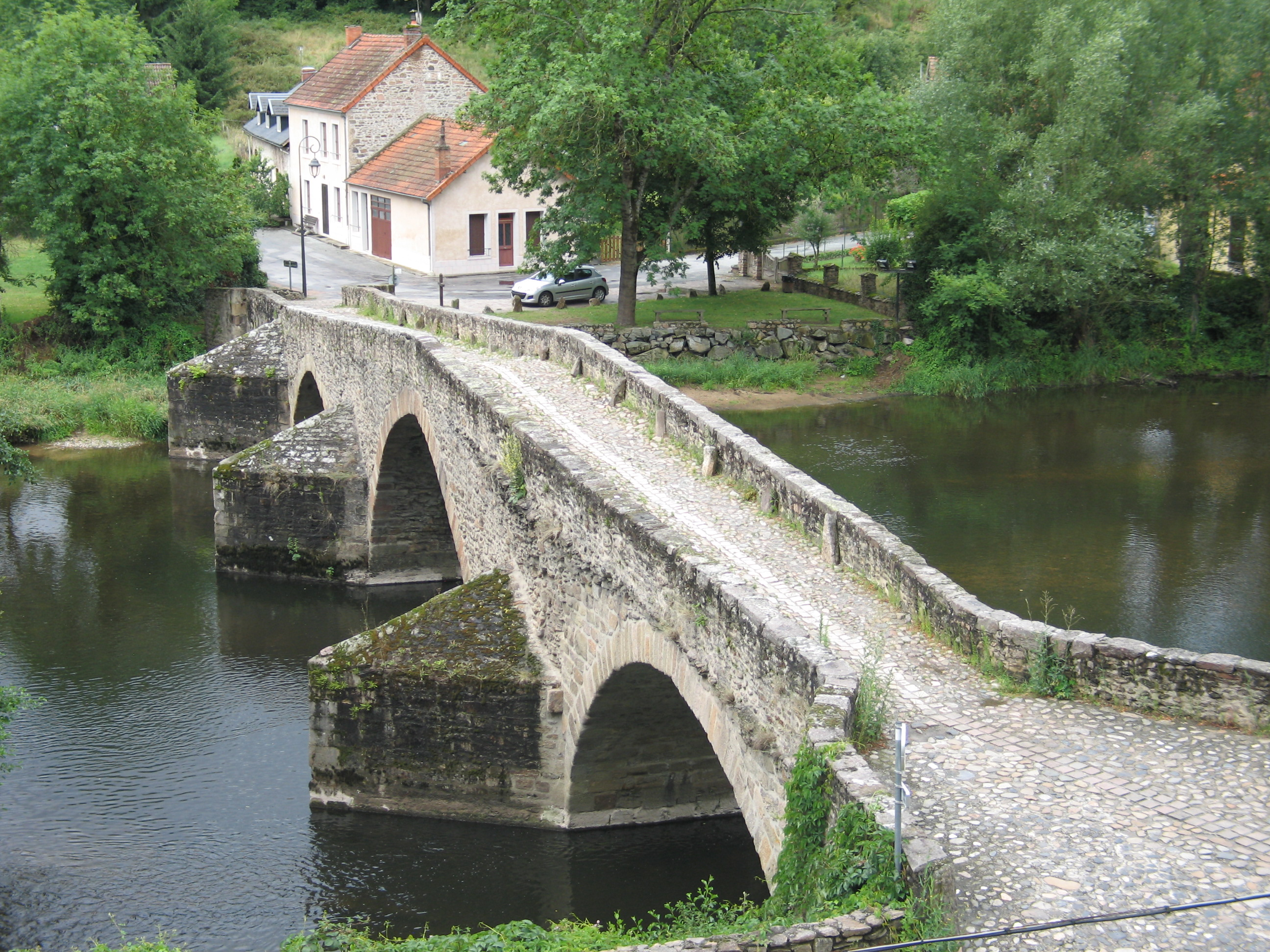